# Liste der Biografien/Nef
Liste der Biografien |
Portal Biografien |
Personensuche
# |
A |
B |
C |
D |
E |
F |
G |
H |
I |
J |
K |
L |
M |
N |
O |
P |
Q |
R |
S |
T |
U |
V |
W |
X |
Y |
Z |
?
 
Na |
Nb |
Nc |
Nd |
Ne |
Nf |
Ng |
Nh |
Ni |
Nj |
Nk |
Nl |
Nm |
Nn |
No |
Nr |
Ns |
Nt |
Nu |
Nv |
Nw |
Nx |
Ny |
Nz
 
Nea |
Neb |
Nec |
Ned |
Nee |
Nef |
Neg |
Neh |
Nei |
Nej |
Nek |
Nel |
Nem |
Nen |
Neo |
Nep |
Ner |
Nes |
Net |
Neu |
Nev |
New |
Nex |
Ney |
Nez
Die Liste der Biografien führt alle Personen auf, die in der deutschsprachigen Wikipedia einen Artikel haben. Dieses ist eine Teilliste mit 128 Einträgen von Personen, deren Namen mit den Buchstaben „Nef“ beginnt.

## Nef
- Nef, Adolfo (* 1946), chilenischer Fußballspieler
- Nef, Alain (* 1982), Schweizer Fussballspieler
- Nef, Clara (1885–1983), Schweizer Frauenrechtlerin
- Nef, Hans (1911–2000), Schweizer Rechtswissenschaftler
- Nef, Hari (* 1992), US-amerikanisches Model, Schauspielerin und freie RedakteurinHari Nef (* 1992)

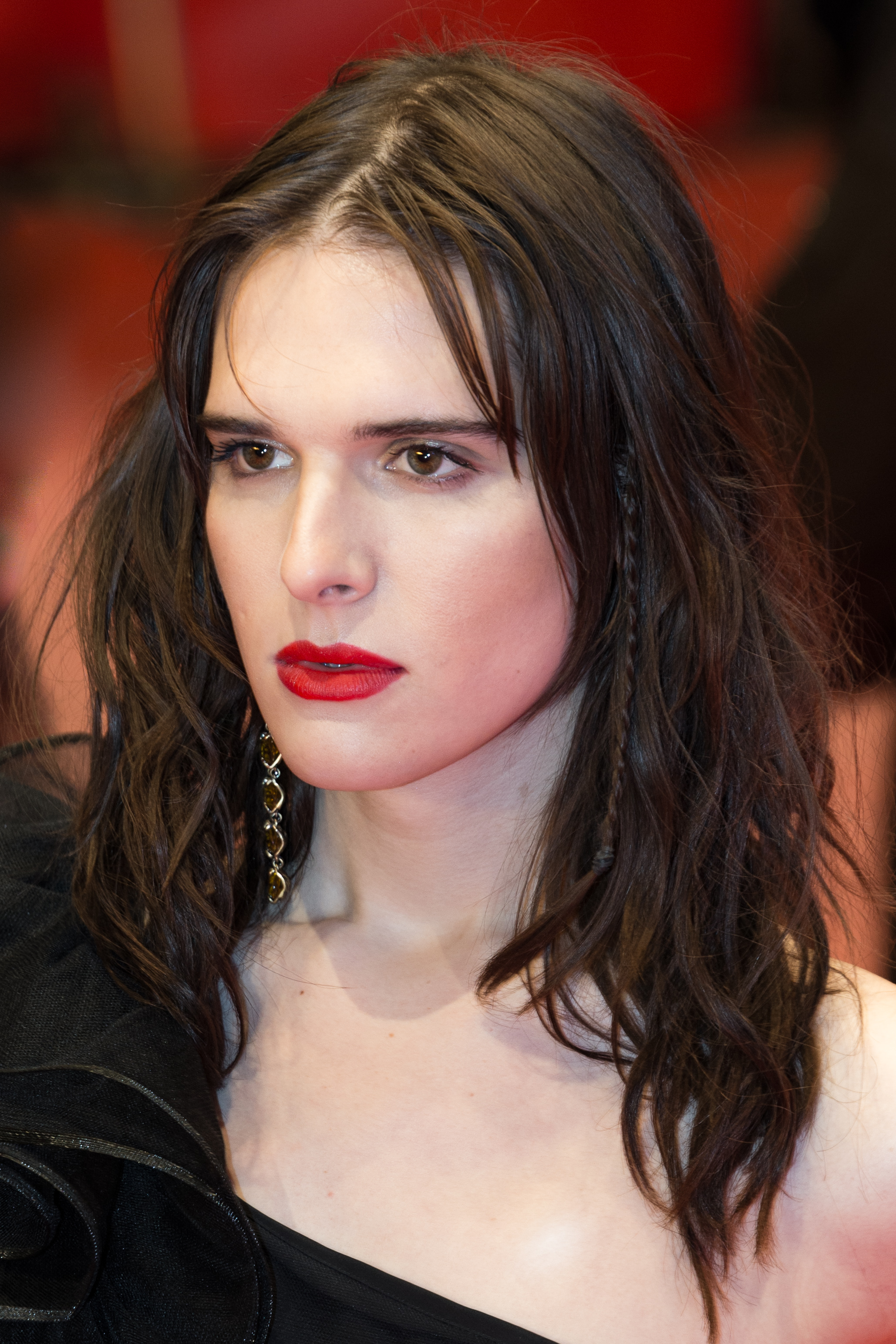
Hari Nef (* 1992)

- Nef, Jakob (1896–1977), Schweizer Karikaturist
- Nef, Johann Georg (1809–1887), Schweizer Textilunternehmer, Mitglied des Kleinen Rats, Landesseckelmeister und Landesstatthalter
- Nef, Johann Georg (1849–1928), Schweizer Textilunternehmer und Kantonsrat
- Nef, Johann Jakob (1839–1906), Schweizer Textilunternehmer
- Nef, John Ulric (1862–1915), schweizerisch-US-amerikanischer Chemiker
- Nef, John Ulric (1899–1988), US-amerikanischer Wirtschaftshistoriker
- Nef, Karl (1873–1935), Schweizer Musikwissenschaftler und Hochschullehrer
- Nef, Robert (* 1942), Schweizer Publizist und Übersetzer
- Nef, Roland (* 1959), Chef der Schweizer Armee
- Nef, Sonja (* 1972), Schweizer Skirennfahrerin
- Nef, Tanguy (* 1996), Schweizer Skirennfahrer
- Nef, Victor (1895–1980), Schweizer
- Nef, Werner (1902–1980), Schweizer Spanienkämpfer und Parteigründer

### Nefa
- Nefas, Saulius (* 1960), litauischer Politiker, Mitglied des Seimas

### Nefc
- Nefcy, Daron (* 1985), US-amerikanische Cartoonistin, Regisseurin, Synchronsprecherin, Art Director und Drehbuchautorin

### Nefe
- Nefedjew, Anatoli Alexejewitsch (1910–1976), sowjetischer Astronom
- Nefedova, Anastasia (* 1999), US-amerikanische Tennisspielerin
- Nefer, altägyptische Bekannte des Königs
- Nefer, altägyptischer Beamter
- Nefer, altägyptischer Beamter der 1. Dynastie
- Neferchau, altägyptischer Beamter
- Neferchnum, altägyptischer Beamter, Bürgermeister von Schashotep
- Neferef, altägyptischer Beamter der 1. Dynastie
- Neferetiabet, altägyptische Prinzessin
- Neferetkau, altägyptische Prinzessin
- Neferetkaus Iku, Prinzessin der altägyptischen 5. Dynastie
- Neferhat, altägyptischer Bildhauer
- Neferhersnofru, Prinz der altägyptischen 5. Dynastie
- Neferhetepes (4. Dynastie), altägyptische Königstochter
- Neferhetepes (Königstochter), altägyptische Königstochter
- Neferhetepes, Königin der 5. ägyptischen Dynastie
- Neferhotep, erster Schreiber des Amun
- Neferhotep I., altägyptischer König der 13. Dynastie
- Neferhotep II., altägyptischer König der 13. Dynastie (um 1691 bis um 1688 v. Chr.)
- Neferhotep III., altägyptischer König der 13. Dynastie
- Neferirkare, altägyptischer König der 5. Dynastie
- Neferirkare II., altägyptischer König der 8. Dynastie
- Neferkahor, altägyptischer König der 8. Dynastie
- Neferkamin, altägyptischer König der 8. Dynastie
- Neferkamin Anu, altägyptischer König
- Neferkare, altägyptischer König der 3. Dynastie
- Neferkare Chendu, altägyptischer König der 8. Dynastie
- Neferkare Cheti III., ägyptischer Pharao
- Neferkare I., altägyptischer König der 2. Dynastie
- Neferkare II., altägyptischer König
- Neferkare III., altägyptischer König
- Neferkare Iymeru, ägyptischer Wesir unter Sobekhotep IV.
- Neferkare Nebi, altägyptischer König der frühen 8. Dynastie
- Neferkare Pepi seneb, altägyptischer König der 8. Dynastie
- Neferkare Tereru, altägyptischer König der 8. Dynastie
- Neferkasokar, altägyptischer König der 2. Dynastie
- Neferkauhor Chuiuihapi, altägyptischer König der 8. Dynastie
- Neferkaure, altägyptischer König der 8. Dynastie
- Nefermaat, ägyptischer Wesir des Snofru
- Nefermaat II., altägyptischer Prinz
- Neferneferuaton, altägyptische königliche Frau
- Neferneferuaton tascherit, altägyptische Prinzessin, Tochter von Pharao Echnaton und NofreteteNeferneferuaton tascherit

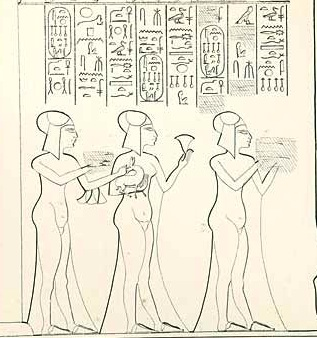
Neferneferuaton tascherit

- Neferneferure, altägyptische Prinzessin
- Neferperet, ägyptischer Schatzmeister
- Neferrenpet, altägyptischer Wesir der 19. Dynastie
- Neferrenpet, altägyptischer Wesir der 20. Dynastie
- Nefersetech, altägyptischer Beamter
- Nefertari († 1255 v. Chr.), Große Königliche Gemahlin von Ramses II., Tochter eines libyschen KönigsNefertari († 1255 v. Chr.)

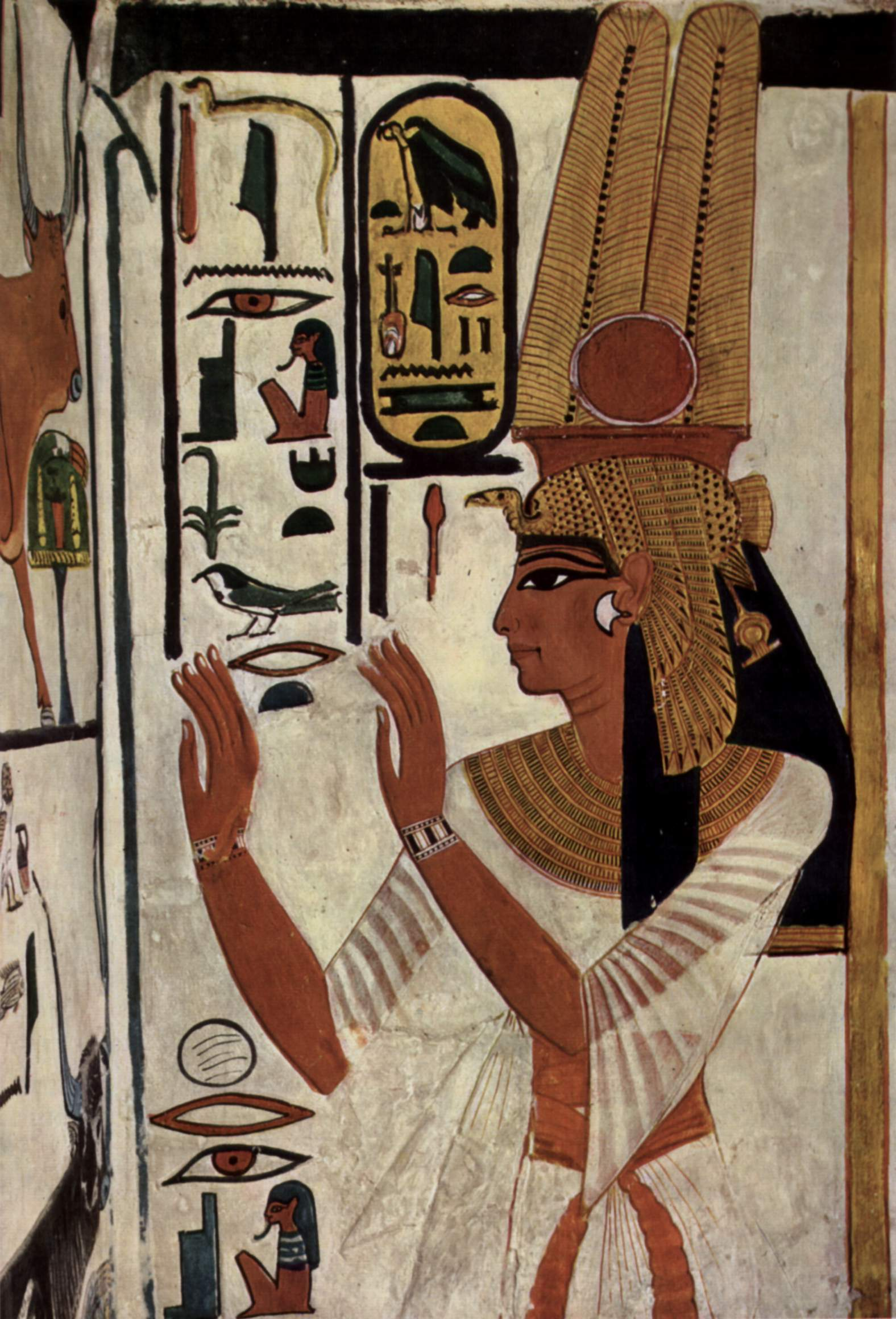
Nefertari († 1255 v. Chr.)

- Neferu, königliche Gemahlin des altägyptischen Königs Mentuhotep II.
- Neferu (III.), Königin der altägyptischen 12. Dynastie
- Neferu-Re, älteste Tochter von Hatschepsut und Thutmosis II.
- Neferuptah, ägyptische Königstochter
- Neferut, Prinzessin der altägyptischen 5. Dynastie
- Neferweben, Wesir im alten Ägypten zur Zeit des Neuen Reichs

### Neff
- Neff, Adam (* 2001), US-amerikanischer Tennisspieler
- Neff, Alfred (1906–1970), deutscher Politiker und Richter am Staatsgerichtshof für das Land Baden-Württemberg
- Neff, Alfred Paul (1853–1934), Bürgermeister von St. Johann (Saar)
- Neff, Benedict (* 1983), Schweizer Journalist der Neuen Zürcher Zeitung
- Neff, Carl Timoleon von (1804–1877), deutsch-baltischer Maler
- Neff, Christian (1863–1946), deutscher mennonitischer Theologe und Historiker
- Neff, Christophe (* 1964), deutsch-französischer Geograph mit Schwerpunkt in der Landschafts- und Feuerökologie
- Neff, Dorothea (1903–1986), österreichische Schauspielerin
- Neff, Dorothée (* 1988), deutsche Schauspielerin
- Neff, Evelyne Marie France (* 1941), deutsche Politikerin (SPD)
- Neff, Félix (1797–1829), Schweizer evangelischer Wanderprediger
- Neff, Francine Irving (1925–2010), US-amerikanische Regierungsbeamtin
- Neff, Friedrich (1821–1849), deutscher Revolutionär
- Neff, Fritz (1873–1904), deutscher Komponist
- Neff, Garrett (* 1984), US-amerikanisches Model
- Neff, Henry H. (* 1973), US-amerikanischer Autor
- Neff, Jacob H. (1830–1909), US-amerikanischer Politiker
- Neff, Jan (1832–1905), tschechischer Händler, Patriot und Mäzene
- Neff, Jolanda (* 1993), Schweizer RadrennfahrerinJolanda Neff (* 1993)

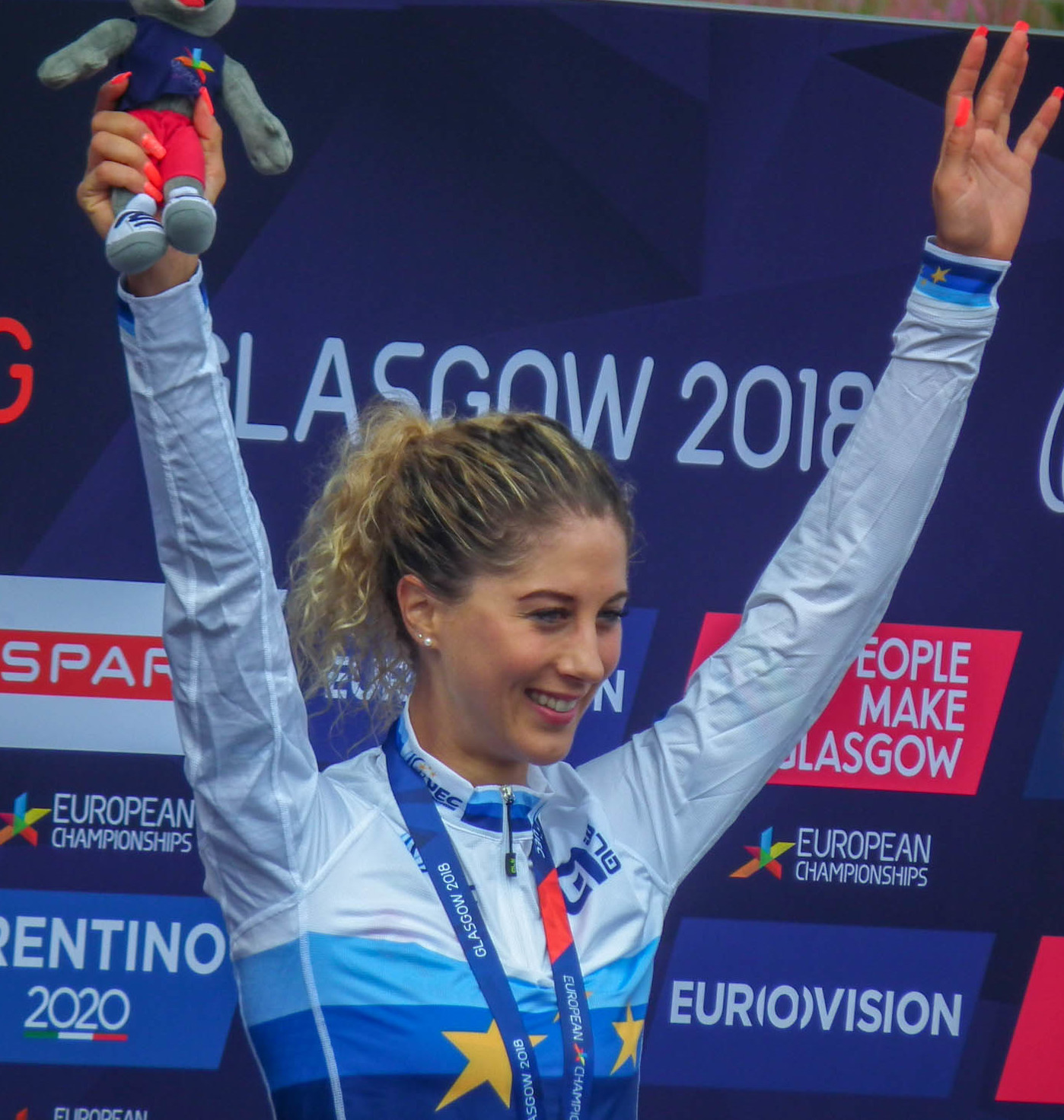
Jolanda Neff (* 1993)

- Neff, Karl (1882–1958), deutscher Politiker (SPD), MdL
- Neff, Lucas (* 1985), US-amerikanischer Film- und Fernsehschauspieler und Synchronsprecher
- Neff, Magdalena (1881–1966), erste deutsche Apothekerin
- Neff, Margarete (1892–1984), österreichische Schauspielerin
- Neff, Markus (* 1963), österreichischer Koch
- Neff, Mirjam (* 2001), Schweizer Unihockeyspielerin
- Neff, Ondřej (* 1945), tschechischer Schriftsteller und Journalist
- Neff, Pat Morris (1871–1952), US-amerikanischer Politiker
- Neff, Paul (1804–1855), deutscher Buchhändler und Verleger
- Neff, Paul (* 1938), deutscher Ringer
- Neff, Sibylle (1929–2010), Schweizer naive Malerin
- Neff, Thomas Lee (1943–2024), US-amerikanischer Physiker
- Neff, Tom (* 1953), US-amerikanischer Filmregisseur und -produzent
- Neff, Vladimír (1909–1983), tschechischer Schriftsteller, Übersetzer, Drehbuchautor
- Neff, Walter (1909–1960), deutscher Funktionshäftling und Oberpfleger im KZ DachauWalter Neff (1909–1960)

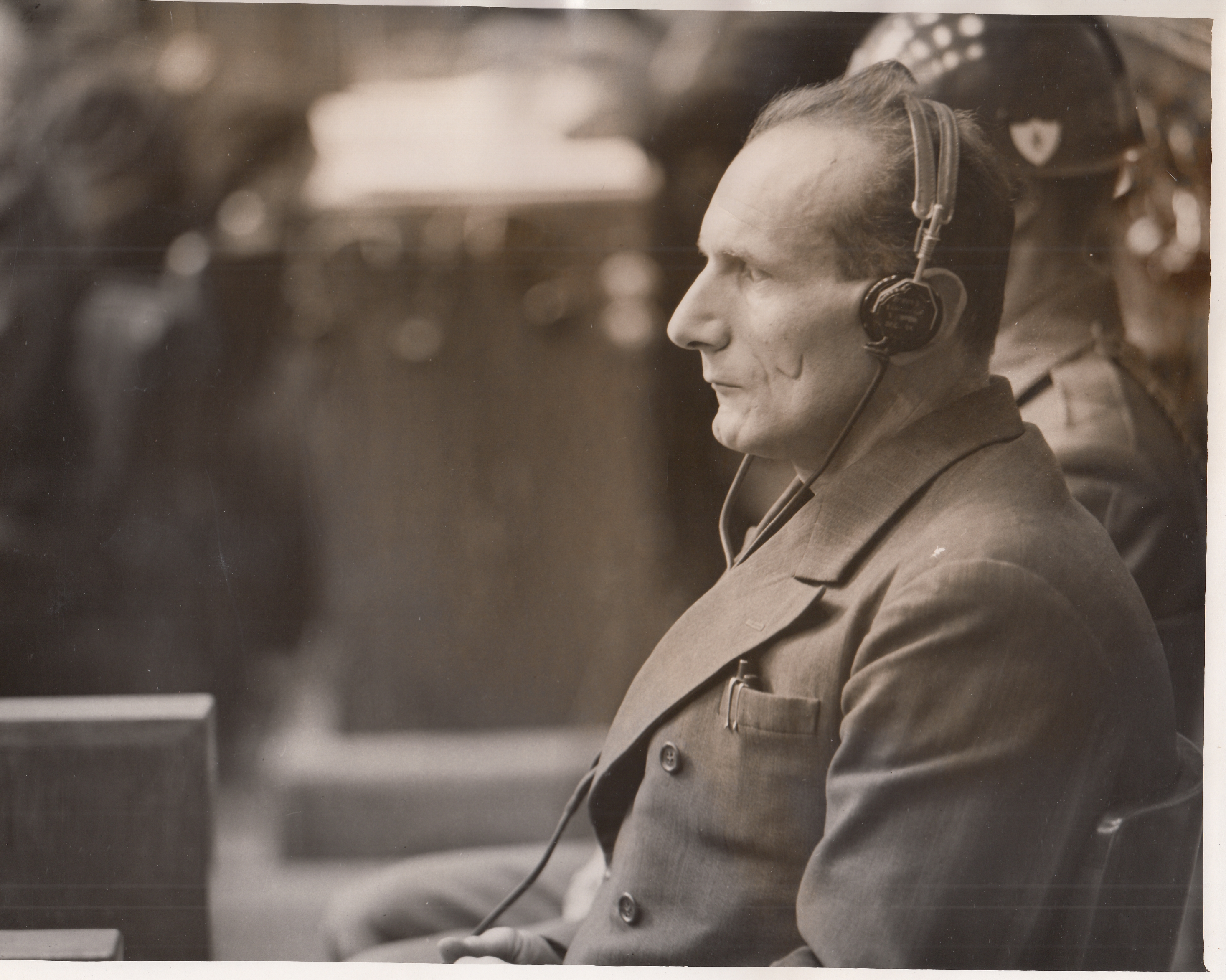
Walter Neff (1909–1960)

- Neff, Wolfgang (1875–1939), tschechoslowakisch-deutscher Schauspieler, Theaterregisseur und Filmregisseur
- Neffa (* 1967), italienischer Musiker
- Neffati, Ali (1895–1974), tunesischer Radrennfahrer
- Neffe, Jürgen (* 1956), deutscher Journalist
- Neffe, Karel (1948–2020), tschechoslowakischer Ruderer
- Neffe, Roland (* 1970), österreichischer Schlagwerker und Jazzmusiker
- Neffin, Jonas (* 2000), deutscher Eishockeytorwart
- Nefflen, Johannes (1789–1858), schwäbischer Schriftsteller und Satiriker
- Nefflen, Werner (1919–2014), Schweizer Fotograf
- Nefftzer, Auguste (1820–1876), französischer Journalist

### Nefi
- Nefischer, Peter (* 1962), österreichischer Maschinenbauingenieur
- Nefiz, Emre (* 1994), deutscher Fußballspieler

### Nefj
- Nefjodow, Oleg Matwejewitsch (1931–2023), russischer Chemiker

### Neft
- Neft, Anselm (* 1973), deutscher Autor
- Neftçi, Nermin (1924–2003), türkische Politikerin
- Neftel, Petra (* 1974), deutsche Fernsehmoderatorin

### Nefz
- Nefzer, Gerd (* 1965), deutscher Spezialeffektkünstler
- Nefzger, Alexander (* 1969), österreichischer Pianist, Akkordeonist, Arrangeur und Musikproduzent in Österreich
- Nefzger, Gloria (* 1985), deutsche Schauspielerin
- Nefzi, Adel (* 1974), tunesischer Fußballtorhüter